# Atlas Novus
El Atlas Novus (o Atlas Maior, como fueron llamadas las ediciones posteriores) es un atlas mundial, concebido por Willem Blaeu y compilado por su hijo Joan Blaeu, que no fue completado hasta 1665. La obra original se componía de 11 volúmenes, en latín, y contenía 594 mapas.

## Título
El título completo de "Theatrum Orbis Terrarum, sive, Atlas novus" se refiere al origen de la edición. Está basada en una obra anterior de Abraham Ortelius, "Theatrum Orbis Terrarum" de 1570.